# Audrey Robichaud
Audrey Robichaud (* 5. Mai 1988 in Québec) ist eine kanadische Freestyle-Skierin. Sie ist auf die Buckelpisten-Disziplinen Moguls und Dual Moguls spezialisiert.

## Biografie
Robichaud nahm ab Februar 2004 am Nor-Am Cup teil, der nordamerikanischen Kontinentalmeisterschaft. Noch im selben Monat erzielte sie ihre erste Podestplatzierung. Der erste Sieg auf dieser Stufe folgte im Dezember 2004. Ihr Debüt im Weltcup hatte sie am 8. Januar 2005 am Mont Tremblant, wo sie Platz 24 erreichte. Einen Monat später folgte in Inawashiro das erste Top-10-Ergebnis. Mit vier weiteren Platzierungen unter den besten zehn qualifizierte sie sich für die Olympischen Winterspiele 2006; dort fuhr sie auf den achten Platz. Die Weltmeisterschaften 2007 in Madonna di Campiglio beendete sie auf dem 16. Platz. Im Januar 2008 wurde sie Vierte in Lake Placid und erzielte damit ihr bis dahin bestes Weltcupergebnis.
In den zwei folgenden Wintern kam Robichaud nicht über einen achten Platz hinaus und verpasste aufgrund der starken teaminternen Konkurrenz die Qualifikation für die Olympischen Winterspiele 2010. Stark verbessert zeigte sie sich in der Saison 2010/11: In Lake Placid fuhr sie am 22. Januar 2011 auf Platz drei und erzielte damit ihre erste Podestplatzierung. Eine Woche später wurde sie in Calgary Zweite. In der Moguls-Weltcupwertung war sie die drittbeste Athletin des Winters. Bei den Weltmeisterschaften 2011 in Deer Valley fuhr sie im Moguls-Wettbewerb auf den fünften Platz und im Dual-Moguls-Wettbewerb auf den zehnten Platz.
Der erste Weltcupsieg gelang Robichaud am 19. Februar 2012, als sie in Naeba den Dual-Moguls-Wettbewerb gewann und damit die Siegesserie der in der Saison 2011/12 bisher ungeschlagenen Hannah Kearney unterbrach. Ein weiterer Weltcupsieg kam am 23. Februar 2013 in Inawashiro hinzu. Bei den Weltmeisterschaften 2013 in Voss erreichte sie die Ränge 9 (Dual Moguls) und 11 (Moguls). Im Weltcupwinter 2013/14 war ein fünfter Platz ihr bestes Ergebnis, während sie bei den Olympischen Winterspielen 2014 auf den zehnten Platz fuhr. In der Saison 2014/15 gelang ihr zweimal ein dritter Platz in einem Weltcuprennen, bei den Weltmeisterschaften 2015 am Kreischberg resultierte ein achter Platz im Dual-Moguls-Wettbewerb.
Robichaud erzielte in der Weltcupsaison 2015/16 je einen zweiten und dritten Platz, außerdem wurde sie zum ersten Mal kanadische Meisterin in der Disziplin Dual Moguls. Sehr beständig zeigte sie sich in der Saison 2016/17, als sie bei elf Weltcupeinsätzen acht Mal unter die besten zehn fuhr, jedoch ohne einen Podestplatz zu erreichen. Bei den Weltmeisterschaften 2017 in der Sierra Nevada fuhr sie im Moguls-Wettbewerb auf den 18. Platz.

## Erfolge

### Olympische Spiele
- Turin 2006: 8. Moguls
- Sotschi 2014: 10. Moguls
- Pyeongchang 2018: 9. Moguls

### Weltmeisterschaften
- Madonna di Campiglio 2007: 16. Moguls
- Deer Valley 2011: 5. Dual Moguls, 10. Moguls
- Voss 2013: 9. Dual Moguls, 11. Moguls
- Kreischberg 2015: 8. Dual Moguls
- Sierra Nevada 2017: 18. Moguls

### Weltcupwertungen
| Saison  | Gesamt | Gesamt | Moguls | Moguls | Dual Moguls | Dual Moguls |
| Saison  | Platz  | Punkte | Platz  | Punkte | Platz       | Punkte      |
| ------- | ------ | ------ | ------ | ------ | ----------- | ----------- |
| 2004/05 | 72.    | 8      | 24.    | 89     | –           | –           |
| 2005/06 | 41.    | 20     | 14.    | 218    | –           | –           |
| 2006/07 | 39.    | 18     | 16.    | 163    | 15.         | 100         |
| 2007/08 | 33.    | 26     | 12.    | 260    | –           | –           |
| 2008/09 | 34.    | 20     | 13.    | 182    | –           | –           |
| 2009/10 | 39.    | 20     | 13.    | 222    | –           | –           |
| 2010/11 | 11.    | 42     | 3.     | 466    | –           | –           |
| 2011/12 | 18.    | 36     | 6.     | 471    | –           | –           |
| 2012/13 | 33.    | 31     | 9.     | 371    | –           | –           |
| 2013/14 | 71.    | 17     | 13.    | 192    | –           | –           |
| 2014/15 | 13.    | 40,67  | 4.     | 366    | –           | –           |
| 2015/16 | 30.    | 35,00  | 7.     | 280    | –           | –           |
| 2016/17 | 45.    | 28,64  | 8.     | 315    | –           | –           |

### Weltcupsiege
Robichaud errang im Weltcup bisher 10 Podestplätze, davon 2 Siege:
| Datum            | Ort              | Land  | Disziplin |
| ---------------- | ---------------- | ----- | --------- |
| 19. Februar 2012 | Naeba Ski Resort | Japan | Moguls    |
| 23. Februar 2013 | Inawashiro       | Japan | Moguls    |

### Weitere Erfolge
- 5 Podestplätze im Nor-Am-Cup, davon 3 Siege
- 1 kanadischer Meistertitel (Dual Moguls 2016)